# حبيبة بنت خارجة
حبيبة بنت خارجة الخزرجية الأنصارية وقيل ان اسمها مليكة الزوجة الرابعة للخليفة أبو بكر تزوجها أبو بكر في المدينة بعد الهجرة. ذكرها أبو بكر للنبي محمد بقوله «أصبحت بحمد الله باريًا، واليوم يوم بنت خارجة».

## نسبها
- هي : حبيبة بنت خارجة بن زيد بن أبي زهير بن مالك بن امرئ القيس بن مالك بن القيس بن مالك بن ثعلبة بن كعب بن الخزرج بن الحارث بن الخزرج بن حارثة بن ثعلبة بن عمرو بن عامر بن حارثة بن ثعلبة بن غسان بن الأزد بن الغوث بن نبت بن مالك بن زيد بن كهلان بن سبأ بن يشجب بن يعرب بن قحطان، الخزرجية الأنصارية.
- أمها : هزيلة بنت عتبة بن عمرو بن خديج بن عامر بن جشم بن الحارث بن الخزرج بن حارثة بن ثعلبة بن عمرو بن عامر بن حارثة بن ثعلبة بن غسان بن الأزد بن الغوث بن نبت بن مالك بن زيد بن كهلان بن سبأ بن يشجب بن يعرب بن قحطان، الخزرجية الأنصارية.
- أخوها لأمها : سعد بن الربيع بن أبي زهير.[2]

## وصلات خارجية
- مركز بحوث ودراسات المدينة المنورة.
- الشبكة الإسلامية.